# Xenerpestes singularis
Xenerpestes singularis là một loài chim trong họ Furnariidae.